# 铜壁关乡
铜壁关乡，是中华人民共和国云南省德宏傣族景颇族自治州盈江县下辖的一个乡镇级行政单位。

## 行政区划
铜壁关乡下辖以下地区：
三合村、和平村、建边村和南岭村。